# Escuela de Música de Manhattan
La Escuela de Música de Manhattan ( MSM ), en inglés; Manhattan School of Music, es un conservatorio de música privado en la ciudad de Nueva York. La escuela ofrece títulos de licenciatura, maestría y doctorado en las áreas de interpretación y composición clásica y de jazz, así como una licenciatura en teatro musical . 
Fundada en 1917, la escuela está ubicada en Claremont Avenue en el vecindario Morningside Heights de la ciudad de Nueva York, adyacente a Broadway y West 122nd Street (Seminary Row). El campus de la MSM fue originalmente el lugar donde se ubicó el Instituto de Arte Musical (que luego se convirtió en la Escuela Juilliard) hasta que la institución se trasladó al área del Lincoln Center en el Medio Manhattan. La propiedad originalmente era propiedad de Bloomingdale Insane Asylum hasta que el Instituto de Arte Musical la compró en 1910.  Muy cerca se encuentra el campus de la Universidad de Columbia. Muchos de los estudiantes viven en la residencia de la escuela, Andersen Hall.

## Historia

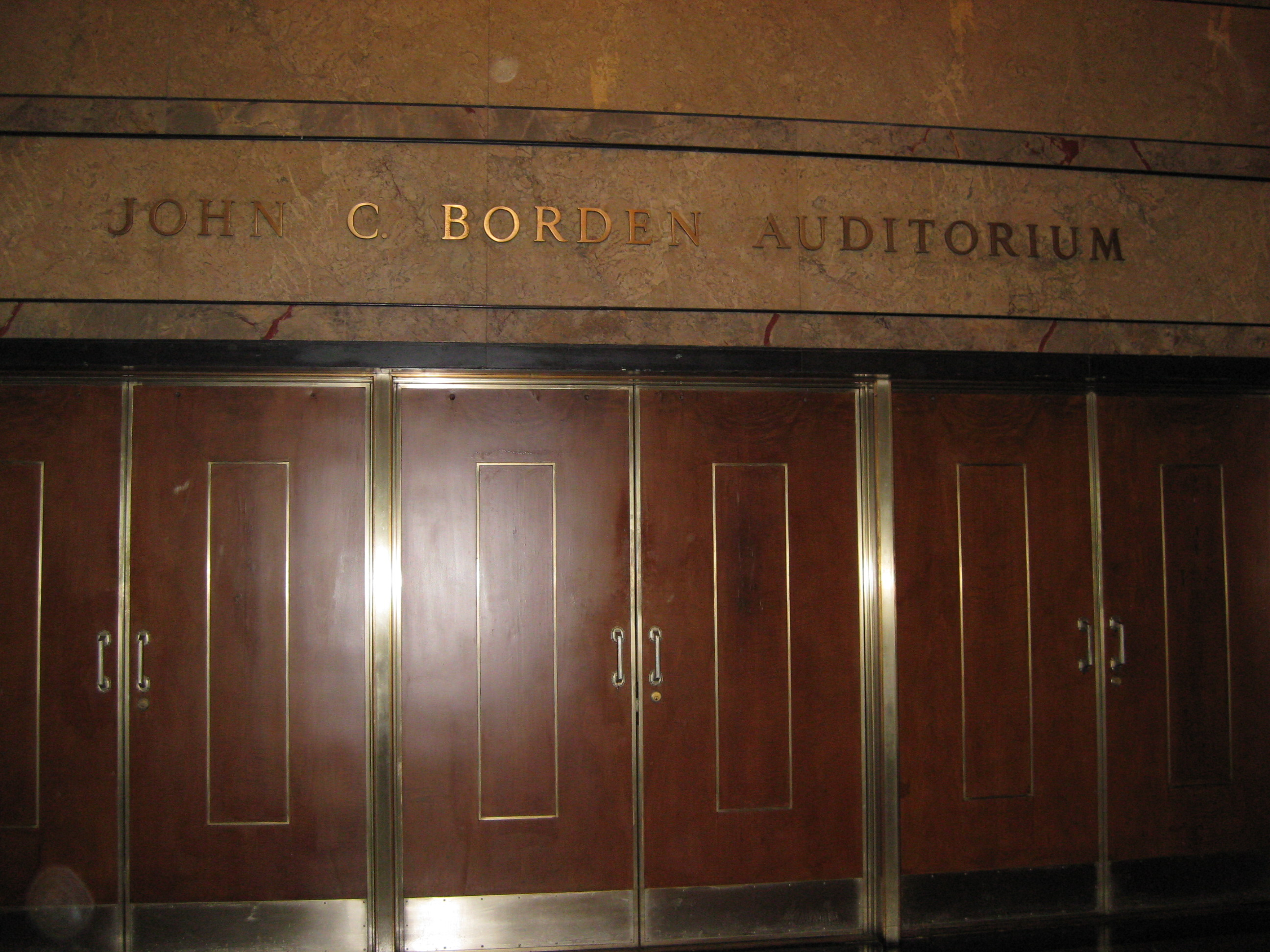
Entrada al Auditorio John C. Borden

La Escuela de Música de Manhattan fue fundada entre 1917 y 1918 por la pianista y filántropa Janet D. Schenck. Inicialmente se la conoció como "Neighborhood Music School" y estuvo ubicada en el edificio de la Union Settlement Association, en el vecindario East Harlem de Manhattan. Pau Casals y Harold Bauer estuvieron entre los primeros artistas distinguidos que ofrecieron orientación a la escuela. Finalmente, su nombre se cambió a Manhattan School of Music.
En 1943, el crecimiento artístico y académico de la escuela resultó en una enmienda a los estatutos para otorgar la licenciatura en música. Dos enmiendas posteriores autorizaron el ofrecimiento en 1947 del título de maestría en música y, en 1974, del grado de doctor en artes musicales. En 1956, el Dr. Schenck se jubiló y el barítono de la  Metropolitan Opera, John Brownlee, fue nombrado director, título posteriormente revisado a presidente. El presidente Brownlee inició la idea de trasladar la escuela al vecindario de Morningside Heights, su muerte ocurrió sólo unos meses antes de que sus esfuerzos se hicieran realidad. En 1969, George Schick, director, acompañante y profesor de ópera del Metropolitan Opera, sucedió a Brownlee como presidente y dirigió el traslado de la escuela a su ubicación actual. Creó el programa de ópera, mientras que todas las demás funciones escolares importantes estaban a cargo del director senior Stanley Bednar.
John O. Crosby, fundador y director general de la Ópera de Santa Fe, fue nombrado presidente en 1976. Le siguieron Gideon W. Waldrop, nombrado en 1986, y Peter C. Simon en 1989. El 1 de julio de 1992 Marta Casals Istomin fue nombrada presidenta, cargo que ocupó hasta octubre de 2005, cuando se jubiló.
El Dr. Robert Sirota, ex director del Instituto Peabody de la Universidad Johns Hopkins, asumió la presidencia en 2005.  Fue sucedido por James Gandre, anteriormente de la Universidad Roosevelt, a partir de mayo de 2013. 

## Lugares de actuación
La escuela de música de Manhattan contiene múltiples espacios para presentaciones, cada uno dedicado a requisitos de conjunto separados. La más grande es la sala Neidorff-Karpati, donde se celebran todos los conciertos de orquestas y grandes conjuntos de jazz. En noviembre de 2018 se completó una importante renovación del Salón 

## Personas destacadas

### Profesores y administradores
- Harold Bauer
- Raymond Beegle
- Gabriela Beňačková
- John Carisi [7]
- Paul Cohen
- Judith Clurman
- Richard Danielpour
- Mignon Dunn
- Andrew Gerle
- Midori Gotō
- Randy Graff
- Horacio Gutiérrez
- Thomas Hampson
- Stefon Harris
- Ingrid Jensen
- Yehuda Hyman
- Olga Kern
- David Krakauer
- Dave Liebman
- Joe Locke
- David Loud
- Spiro Malas
- Catherine Malfitano
- James Morris
- Philippe Muller
- Ashley Putnam
- Bob Mintzer
- Vincent Herring
- Jaleel Shaw
- Dayna Stephens
- Jason Moran
- Jonel Perlea
- Neil Rosenshein
- Tazewell Thompson
- Pinchas Zukerman
- Jim McNeely
- Mary Watson Weaver

### Estudiantes y exalumnos
- Annette A. Aguilar
- Ambrose Akinmusire
- Franck Amsallem
- Aris Antoniades
- Robert Ashley
- Angelo Badalamenti
- Jared Bernstein
- Judith Bettina
- Angela Bofill
- Luis Bonilla
- Liam Bonner
- Linda Bouchard
- Sara Davis Buechner
- Donald Byrd
- John-Michael Caprio
- Andrea Carroll[8]
- Ron Carter
- Marko Ciciliani
- Paul Cohen
- Harry Connick Jr.
- Anton Coppola
- John Corigliano
- Anthony Roth Costanzo
- Jon Cowherd
- Joshua Coyne
- Kim Crosby
- Jovianney Emmanuel Cruz
- Sebastian Currier
- Marlon Daniel
- Mark Delpriora
- Alondra de la Parra
- Josu de Solaun Soto
- Salvatore Di Vittorio
- Edward Downes
- Steven Feifke
- Ezio Flagello
- Nicolas Flagello
- Sullivan Fortner
- Steve Gadd
- Kirill Gerstein
- Elliot Goldenthal
- Susan Graham
- Dave Grusin
- Page Hamilton
- Herbie Hancock
- Edward W. Hardy
- Stefon Harris
- Megan Marie Hart
- Miho Hazama
- Ian Hendrickson-Smith
- Shuler Hensley
- Sara Hershkowitz
- Margaret Hillis
- Larry Hochman
- Daniel Hoffman
- Jennifer Holloway
- Rupert Holmes
- Lisa Hopkins Seegmiller
- Paul Horn
- Helen Huang
- Lauren Jelencovich
- Aaron M. Johnson
- Scott Joiner
- Hyung-ki Joo
- Margaret Juntwait
- Marina Kamen
- Aaron Jay Kernis
- Dawn Kotoski
- Dominic Lalli
- Ben Lanzarone
- Yusef Lateef
- John Lewis
- Catherine Malfitano
- Ursula Mamlok
- Herbie Mann
- Kit McClure
- Bob McGrath
- Nellie McKay
- Johanna Meier
- Jane Monheit
- Brian Michael Moore
- Rob Moose
- Carmen Moral
- Jason Moran
- Walter Murphy
- Max Neuhaus
- Elmar Oliveira
- Simon O'Neill
- Marcus Paus
- William Pell
- Leo Pellegrino
- Meghan Picerno
- Tobias Picker
- Kariné Poghosyan
- Chris Potter
- Charlie Puth
- John Bernard Riley
- Max Roach
- Larry Rosen
- Don Sebesky
- Lynn Strongin
- Richard Tee
- Jonathan Tetelman
- Natalie Toro
- Joseph Trapanese
- Sarah Traubel
- Art Tripp
- Gordon Turk
- Marilyn Tyler
- Dawn Upshaw
- David Van Tieghem
- Dirk Weiler
- Joe Wilder
- Bernie Williams
- Carol Williams
- Richard Williams
- Phil Woods
- Yung Wook Yoo
- Rolande Maxwell Young
- Dolora Zajick
- Miguel Zenón
- Motswedi Modiba
- Shahab Paranj